# William Kelly Harrison Jr.

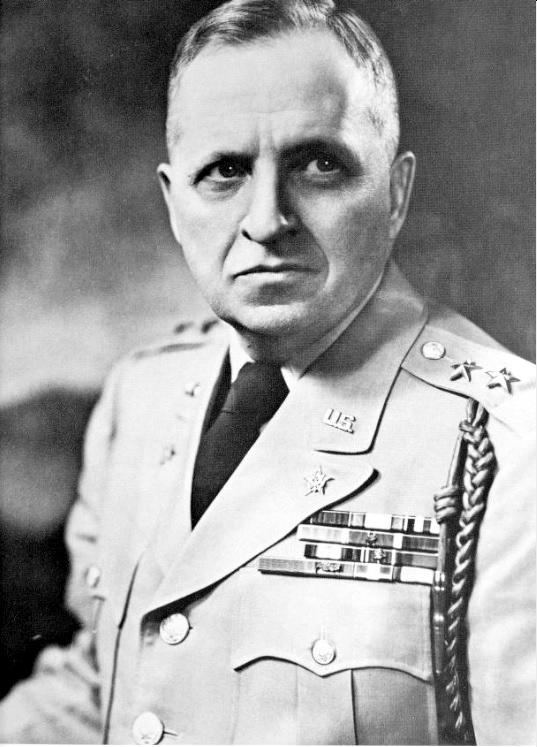
William Kelly Harrison Jr.

William Kelly Harrison Jr. (7 de setembro de 1895 - 25 de maio de 1987) foi um oficial altamente condecorado do Exército dos Estados Unidos com a patente de tenente-general. Formado pela Academia Militar de West Point, ele subiu na hierarquia para general de brigada durante a Segunda Guerra Mundial e se destacou em combate várias vezes, enquanto servia como comandante assistente da 30ª Divisão de Infantaria durante a Campanha da Normandia e a Batalha do Bulge. Harrison foi condecorado com a Distinguished Service Cross, a segunda maior condecoração das forças armadas dos Estados Unidos por bravura em combate, por suas ações durante Operação Cobra.

Após a guerra, Harrison permaneceu no Exército e depois de várias missões nos Estados Unidos, ele foi mandado para o Extremo Oriente, onde serviu como chefe da delegação de armistício do Comando das Nações Unidas na Guerra da Coréia. Ele participou das negociações de trégua, que terminaram com a assinatura do Acordo de Armistício Coreano em 27 de julho de 1953. Harrison completou sua carreira como general comandante do Comando Caribenho dos EUA no início de 1957.